# 81-й дальнебомбардировочный авиационный полк
81-й дальнебомбардировочный авиационный полк — воинская часть вооружённых СССР в Великой Отечественной войне.

## История
Формирование полка началось на аэродроме Хотунок (близ Новочеркасска) по приказу Командующего ВВС Северо-Кавказского округа от 13.03.40 г. Основой формирования явились кадры летно-технического и руководящего состава 12-го дальнебомбардировочного авиационного полка  и 1-го тяжёлого бомбардировочного авиационного полка. Позже полк был пополнен выпускниками Краснодарского и Чкаловского авиационных училищ, Ленинградского и Вольского авиационно-технических училищ. Формирование было завершено 27 июня 1940 г. Полк получил наименование 81-й дальнебомбардировочный авиационный полк.
Входил в состав 50-й дальнебомбардировочной авиационной дивизии.
Полк формировался на самолётах ТБ-3, но на вооружение получил бомбардировщики ДБ-3ф. На конец июня 1940 г. полк имел 61 самолёт ДБ-3ф (из них исправных - 31). Накануне войны в полку был 61 самолёт и 62 боеготовых экипажа.
Первый боевой вылет выполнен в ночь на 24 июня 1941 года.
В июне-сентябре 1941 г. экипажи полка работали со средних и малых высот днём мелкими группами без прикрытия истребителей. Полк действовал в интересах Южного фронта, основными объектами ударов стали механизированные колонны войск противника в районах Кременчуга, Днепропетровска, Запорожья, Никополя, Борославля. Одиночные экипажи днём со средних высот производили разведку движения войск, железнодорожных перевозок и мест базирования авиации противника.
В августе 1941 г. основные усилия были сосредоточены на срыве продвижения противника к Полтаве и Мелитополю, а также на ударах по днепровским переправам. Наряду с дневными вылетами, экипажи произвели 58 боевых вылетов ночью.
В сентябре 1941 г., не прекращая боевых действий днём, полк подготовил 25 ночных экипажей. Ночники начали выполнять налёты на крупные железнодорожные узлы в тёмное время суток. Удары же по небольшим железнодорожным станциям, слабо прикрытым средствами ПВО, и эшелонам на перегонах наносились днём с небольших высот.
В октябре 1941 г. принимал участие в боях за Мариуполь, Таганрог, Ростов. Напряжение боевой работы было высоким, иногда в сутки каждый самолёт выполнял по пять боевых вылетов. Полёты осуществлялись как днём, так и ночью. Большое количество боевых вылетов в сутки объясняется нетипичными для дальней авиации задачами, которые приходилось выполнять полку, и близостью аэродрома базирования к линии фронта - 35-50 км.
С декабря 1941 г. основными задачами полка являлись: нарушение нормальной работы железнодорожных узлов Иловайская, Павлоград, Славянск, Волноваха и налёты на аэродромы люфтваффе в Мокрой, Кировограде, Мариуполе, Таганроге. Одиночные экипажи днём выполняли задания по разведке оборонительных рубежей, аэродромов противника, железнодорожных узлов, путей сообщения.

## Командиры полка
| Звание | Имя                           | Период                                       | Примечание                                |
| ------ | ----------------------------- | -------------------------------------------- | ----------------------------------------- |
| Майор  | Микрюков, Николай Васильевич  | с 13 марта 1940 года по 18 августа 1941 года |                                           |
| Майор  | Самохин, Александр Васильевич | с 18 августа 1941 года по 18 марта 1942 года | 18.03.1942 полк переформирован в 81 ап дд |

## Отличившиеся воины полка
|                            | Ф. И.О                       | Должность                  | Звание            | Дата награждения | Примечания |
| -------------------------- | ---------------------------- | -------------------------- | ----------------- | ---------------- | ---------- |
|                            | Вдовенко, Иван Тимофеевич    | младший лётчик             | младший лейтенант | 20.06.1942       |            |
|                            | Гомоненко, Никита Васильевич | младший лётчик-наблюдатель | лейтенант         | 20.06.1942       | посмертно  |
|                            | Таран, Павел Андреевич       | командир звена             | старший лейтенант | 20.06.1942       |            |
| Герой Российской Федерации | Смирнов, Георгий Семёнович   | командир звена             | лейтенант         | 08.03.2008       | посмертно  |